# جوزيف ستيجلز

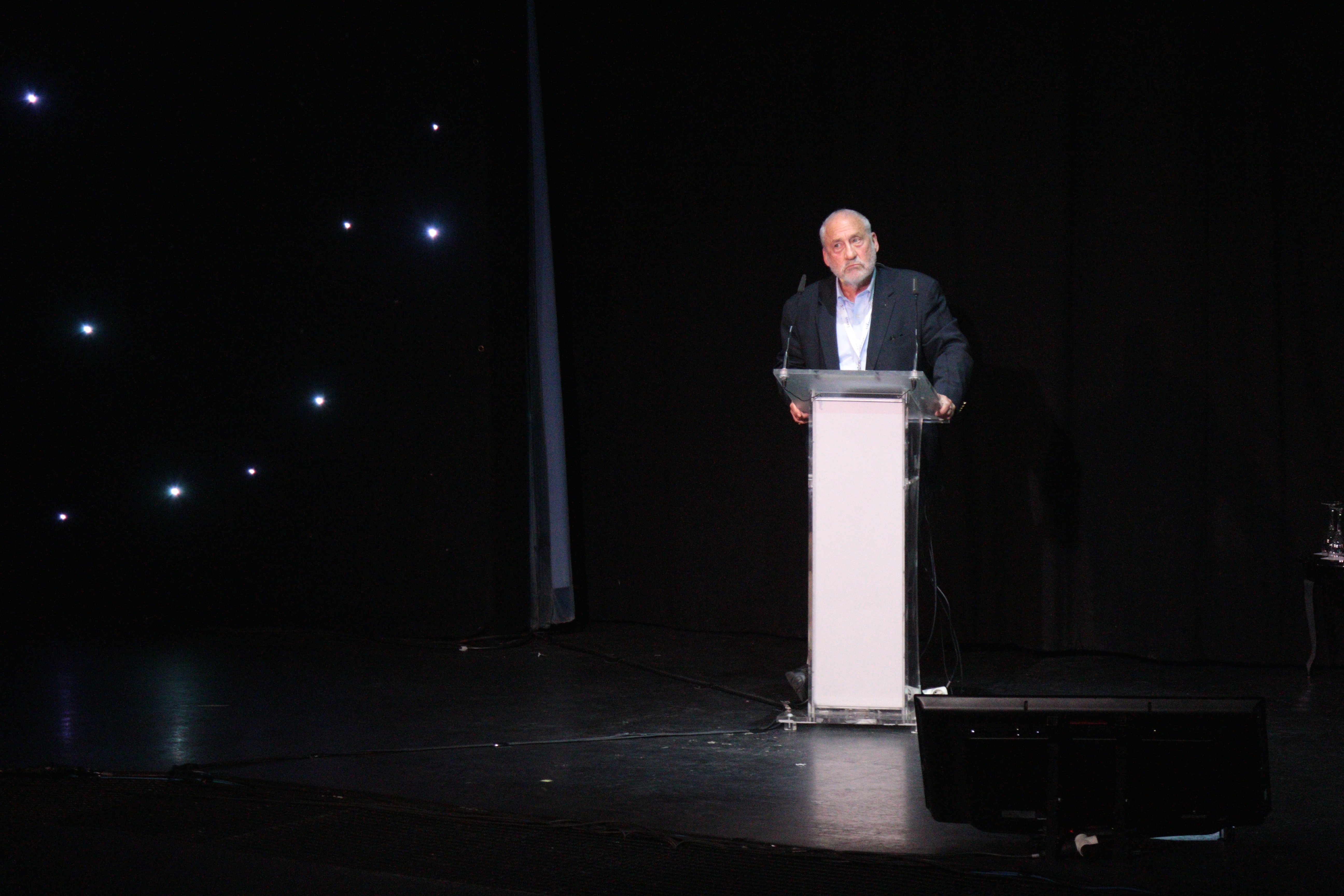
Stiglitz في مؤتمر في المكسيك عام 2009

ولد جوزيف ستجليفتش (Joseph E. Stiglitz) في غاري إنديانا في 9 فبراير 1943. قضى الفترة من 1960-1963 في كلية امهيرست صغير كلية (نيو انجلاند) آنذاك، وهناك درس الاقتصاد الجزئي والاقتصاد الكلى. أعجب كثيرا بطريقة التدريس حيث كانت النصوص الدقيقة في الاقتصاد هي المعيار وليس الكتاب نفسه، وكتب بحثا عن نظرية لفهم كيفية عمل الأسواق، علي يد جيمس نيلسون ورالف بالس، وبعد فترة التحق بجامعة ماساتشوستس، وحصل علي منحة كاملة.
قضي عامين في جامعة ماساتشوستس وكان بها ما لا يقل عن أربعة من الحاصلين على جائزة نوبل سأمويلسون (جائزة نوبل في 1970 (سولو) الحائز على جائزة نوبل في 1987)، موديغلياني (جائزة نوبل في 1985)، كينيث ارو (جائزة نوبل 1972) وهناك درس نظرية النمو في الثمانينات التي انبثقت من مدرسة شيكاغو بيننما درس التوقعات الرشيدة مع السعر الثابت ونماذج جديدة «نماذج الكينزيه». نماذج غرينوولد لى أسواق المال مع تجنب المخاطرة وتقييد الائتمان وكما أظهر فرانك هان الديناميه أو عدم الاستقرار في الاقتصاد (أي مشكلة غياب الأسواق الآجلة الذهاب إلى أبعد حد في المستقبل البعيد. ومن الناحية التقنية، فان عدم وجود شرط المستعرض) أنه بإثارة صح أنه قد وضع آخر مسمار في نعش الرأسمالية.
كما أن إكمال توزيع الدخل بين الأفراد أي استخدام أنواع من الأدوات التي استخدمت لوصف ديناميات النمو ووصف ديناميات عدم المساواة. كانت المناقشة قد أعقبت هذة الفكرة مناقشة حامية. في صباح اليوم التالي تلقي تعليق من عشرين صفحة من جيمس ميد (الذي حصل على جائزة نوبل في 1977)، وفية تم اقتراح تفصيلات وتفسيرات بديلة. في هذه الفترة تركزت الاهتمامات حول النمو والتغيير التقنى، وتوزيع الدخل كل كيف يؤثر النمو في توزيع الدخل وكيفية توزيع الدخل النمو. كم ان الاستكشاف «البديل لنظريات تحديد الأجور والبطالة في أقل البلدان» في ذلك الوقت من أكثر النماذج الاقتصادية الكلية مجرد افتراض أن الأجور والأسعار الثابتة. لكن بالطبع خلال فترة الكساد الاقتصادي الكبير تشهد الأجور والأسعار هبوطا كبيرا. والمشكلة ليست أنها ثابتة تماما، ولكن ديناميات التعديل.
مع روبرت سولو (سولو وستيغليتز، 1968)، بحثت هذه الديناميات، تفسر استمرار البطالة. مع جورج اكيرلوف وكان الموضوع المركزي إلى استمرار النقاش حول كفاءه الاقتصاد الرأسمالي. إذا ان استقرار وكفاءه الأسواق تمتد إلى أبعد بكثير في المستقبل، وهذه الأسواق لم تكن موجودة بشكل واضح ما لدينا تأكيد لاستقرار وكفاءه النظام الرأسمالي؟ ومن المهم في هذا الخيار على الموضوع، افترض ان هناك توقعات منطقيه. تبسيط النماذج الحيه ممثل وكيل مطلق طالما تم بناؤها، ولعل أهم نتيجة في الاقتصاد من الشك في الخمسينات كان ذلك من موديغلياني وميلر من القول ان الهيكل المالي للشركة سواء الشركات المالية نفسها أو الدين الإنصاف أي فرق الأخرى من نتيجة الضرائب.
من الواضح ان اقتصاد السوق يبدو أنه يعاني من تكرار فترات البطالة وترك السكان في فقر. فمثلا يوغوسلافيا في نظام الإدارة الذاتية بدأ الاقتصاد لتوفير الأدوات التي يمكن تحليل هذه النظم الاقتصادية البديلة. فالمسألة هي كيفية وجوده، وبالتالي فان النظم البديلة لمعالجة المشاكل جمع وتحليل ونشر المعلومات واتخاذ القرارات بناء على المعلومات الناقصة. كما أن فهم محدوديه السوق يسمى فشل السوق أصبحت إحدى البؤر المركزية أي أن المعيار هو النموذج وليس في افتراضاتها عن المعلومات بل في تجاهل التغيير التقنى.
يري أيضا ان النظريات الليبراليه الجديدة أو أصوليه السوق على أساس فهم خاطئ للنظرية الاقتصادية وغير كافية لتفسير البيانات التاريخية. صندوق النقد الدولي لم تستخدم نماذج لادماج التقدم في النظرية الاقتصادية في السنوات الخمس والعشرين الماضية، بما في ذلك العمل على معلومات ناقصه وغير الأسواق التي كنت قد اسهمت. ولا يوجد ما يدل على أنها تعزز النمو، بينما كانت هناك ادلة وافره على أن هذه السياسات تولد عدم الاستقرار.

## روابط خارجية
- جوزيف ستيجلز على موقع IMDb (الإنجليزية)
- جوزيف ستيجلز على موقع الموسوعة البريطانية (الإنجليزية)
- جوزيف ستيجلز على موقع مونزينجر (الألمانية)
- جوزيف ستيجلز على موقع إن إن دي بي (الإنجليزية)
- جوزيف ستيجلز على موقع قاعدة بيانات الفيلم (الإنجليزية)